# 茨城県護国神社

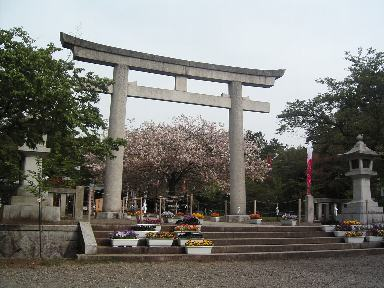
二の鳥居

茨城県護国神社（いばらきけんごこくじんじゃ）は茨城県水戸市の偕楽園桜山にある神社（護国神社）。茨城県下の戦没者を祀る。神紋は丸に桜紋。

## 歴史
明治11年（1878年）、明治維新前後（嘉永6年以降）に殉じた水戸藩士約1800柱を祀るため、常磐神社の境内の現在の東湖神社の場所に立てられた鎮霊社を起源とする。その後、茨城県出身の戦没者を逐次合祀していった。1939年4月に鎮霊社護国神社に改称した。昭和15年（1940年)に独立の神社となり、昭和16年（1941年）10月、内務大臣指定護国神社となって茨城県護国神社に改称し、同年11月に現在地の偕楽園内の桜山に遷座した。
敗戦後、護国神社は軍国主義施設と見なされ、存続を図るために改称を余儀なくされた。茨城県護国神社もそれに続き、1945年8月に地名により桜山神社となった。平和条約を締結し、日本が独立を回復すると、1954年10月にもとの社名に戻した。
戦後は県に関係した軍人、軍属の霊を合祀している。現在、ほとんどの戦没者の合祀が完了し、祭神の数は63,494柱となる。

## 境内社

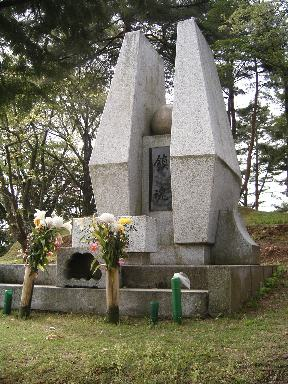
鎮魂碑

- 桜之宮
  - 祭神：木花開耶媛命

桜之宮は境内中央の参道沿いに位置している。桜の木の前に小さな社殿が東向きに置かれている。祭神を木花開耶媛命としている。
境内には多数の鎮魂碑が設置されている。

## 祭礼
例祭は春4月10日、秋11月10日の年二回行なわれている。

## 交通
- JR常磐線・鹿島臨海鉄道「水戸駅」
  - 茨城交通バス 見川方面行「桜山停留所」徒歩5分
  - 茨城オートバス 岩間桜川団地行「桜山停留所」徒歩5分
- JR常磐線「偕楽園駅(臨時駅)」
- 駐車場：有り